# Гравенитес, Ник
Ник «Грек» Гравенитес (англ. Nick 'The Greek' Gravenites, полное имя — Николас Джордж Гравенитес, 2 октября 1938, Чикаго, Иллинойс — 18 сентября 2024) — американский рок-музыкант, исполнитель блюза и фолк-музыки, наибольшую известность получивший в конце 1960-х — начале 1970-х годов, сотрудничал с Дженис Джоплин, Quicksilver Messenger Service и другими влиятельными коллективами психоделического рока Западного побережья.

## Биография
Гравенитес, имеющий большой авторитет среди ценителей чикагского и сан-францисского блюза, малознаком широкой аудитории, поскольку мало записывался и в течение многих лет оставался в тени. Между тем он автор сотен известных песен («Born in Chicago» Пола Баттерфилда, «Buried Alive in the Blues» Дженис Джоплин и др.) Композиции Гравенитеса записывали Electric Flag, Элвин Бишоп, Чарли Мюсселуайт, Джеймс Коттон, Отис Раш, Джимми Уизерспун, Дэвид Кросби, Quicksilver Messenger Service, Трейси Нельсон, Хаулин' Вулф, Рой Бьюкенан, Pure Prairie League и многие другие.
В 1967 году Ник Гравенитес основал влиятельную группу Electric Flag, в состав которой входили также Блумфилд, органист Барри Голдберг, бас-гитарист Харви Брукс и ударник Бадди Майлз. Группа дебютировала на фестивале в Монтерее, её дебютный альбом A Long Time Comin' имел успех в чартах.
В 1969—1972 годах был вокалистом группы Big Brother and the Holding Company.
В качестве музыкального продюсера Гравенитес записал поп-хит «One Toke Over the Line» для дуэта Brewer & Shipley, а также альбом Right Place-Wrong Time Отиса Раша, за который был номинирован на «Грэмми». В 2003 году он был введён в Зал славы блюза. Гравенитес продолжал давать концерты с коллективом Chicago Blues Reunion, а также новым составом Electric Flag.
Умер 18 сентября 2024 года в возрасте 85 лет.

## Дискография

### Альбомы
- 1969 — My Labours
- 1973 — Steelyard Blues OST
- 1980 — Blue Star (Line Records)
- 1982 — Monkey Medicine The Nick Gravenites John Cipollina Band
- 1991 — Live At The Rodon Nick Gravenites & John Cipollina (Music Box)
- 1996 — Don’t Feed The Animals
- 1999 — Kill My Brain
- 2005 — Buried Alive In The Blues (live)